# Polymesoda maritima
Polymesoda maritima är en musselart som först beskrevs av d'Orbigny 1842.  Polymesoda maritima ingår i släktet Polymesoda och familjen Corbiculidae. Inga underarter finns listade i Catalogue of Life.